# Zeitschrift für Internationale Strafrechtswissenschaft
Die Zeitschrift für Internationale Strafrechtswissenschaft ist eine juristische Online-Fachzeitschrift, die sich ausschließlich Themen des nationalen und internationalen Straf- und Strafprozessrechts widmet. Sie enthält die Rubriken Aufsätze, Urteilsanmerkungen und Buchrezensionen in deutscher oder englischer Sprache.

## Geschichte
Die ZfIStW war deshalb neu gegründet worden, weil Thomas Rotsch, ehemaliger Mitherausgeber der ZIS (Zeitschrift für Internationale Strafrechtsdogmatik), im November 2021 seine Kündigung erklärt hatte und ihm im Folgenden gerichtlich untersagt worden war, als Kündigender die Domain zis-online.com unter Ausschluss der Mitherausgeber Bernd Schünemann und Roland Hefendehl zu betreiben.
Die Kontroverse hatte ihren Ausgangspunkt in einer in der ZIS veröffentlichten Rezension von Carl-Friedrich Stuckenberg genommen. Während die Mitherausgeber Bernd Schünemann und Roland Hefendehl sie und hieraus resultierende Folgebeiträge in der Gefahr sahen, nicht allein der Wissenschaft verschrieben zu sein, hatte sich Thomas Rotsch für sie im Alleingang starkgemacht und deren Publikation veranlasst. Im Zuge dessen hatten auch weite Teile des damaligen Redaktionsteams ihren Rücktritt erklärt.
Herausgeber der Zeitschrift sind die Rechtswissenschaftler Andreas Hoyer, Thomas Rotsch und Arndt Sinn.
Schriftleiter ist Thomas Rotsch. Die Redaktion besteht aus Kai Ambos, Michael Heghmanns, Holm Putzke, Arndt Sinn, Thomas Rotsch, Anne Schneider, Frank Zimmermann.